# Austin Powers
Pour les articles homonymes, voir Powers.
Cet article concerne le film de 1997. Pour la série de films qui en est tirée, voir Austin Powers (série de films).
Série Austin Powers
Austin Powers 2 : L'Espion qui m'a tirée
(1999)
Pour plus de détails, voir Fiche technique et Distribution.
Austin Powers (Austin Powers: International Man of Mystery) est un film américain de Jay Roach sorti en 1997. Il s'agit du premier volet de la trilogie Austin Powers.
Il raconte l'histoire d'Austin Powers, photographe de mode le jour et agent secret britannique la nuit, qui voyage dans le temps afin de poursuivre son ennemi juré, le docteur Denfer (Docteur Terreur au Québec, Doctor Evil dans la version originale). L'acteur Mike Myers interprète les deux rôles principaux.

## Synopsis
En 1967, Austin Powers, le meilleur des agents secrets britanniques, se fait congeler après que son ennemi juré, le Docteur Denfer, se soit enfui dans l'espace. Trente ans après, en 1997, les deux ennemis sont décongelés et un nouvel affrontement se prépare.

## Fiche technique
Sauf indication contraire, les informations mentionnées dans cette section peuvent être confirmées par la base de données cinématographiques IMDb,  présente dans la section « Liens externes ».
- Titre original : Austin Powers: International Man of Mystery
- Titre français et québécois: Austin Powers
- Réalisation : Jay Roach
- Scénario : Mike Myers
- Musique : George S. Clinton
- Direction artistique : Dan Olexiewicz
- Décors : Cynthia Kay Charette et Bob Kensinger
- Costumes : Deena Appel
- Photographie : Peter Deming
- Son : John Ross, William Smith
- Montage : Dawn Hoggatt et Debra Neil-Fisher
- Production : Demi Moore, Mike Myers, Jennifer Todd et Suzanne Todd
  - Production déléguée : Eric McLeod et Claire Rudnick Polstein
- Sociétés de production[1] : New Line Cinema, Capella International, Gratitude, KC Medien et Moving Pictures
- Sociétés de distribution[1] : 
  - États-Unis : New Line Cinema
  - Canada : Alliance Atlantis Communications
  - France : BAC Films
  - Suisse : Focus Film AG
- Budget : 16,5 millions de dollars[2],[3] ; 17 millions de dollars[4],[5]
- Pays de production :  États-Unis
- Langue originale : anglais
- Format[6] : couleur (DeLuxe) — 35 mm — 2,39:1 (CinemaScope) — son Dolby Digital | SDDS
- Genre : comédie, espionnage et science-fiction
- Durée : 94 minutes
- Dates de sortie[7] :
  - États-Unis et Canada : 2 mai 1997
  - France : 7 septembre 1997 (Festival du cinéma américain de Deauville), 3 décembre 1997 (sortie nationale)
  - Suisse romande : 3 décembre 1997
  - Belgique : 10 décembre 1997
- Classification[8] :
  - États-Unis : PG-13 - Parents Strongly Cautioned  (Certaines scènes peuvent heurter les enfants de moins de 13 ans - Accord parental recommandé, film déconseillé aux moins de 13 ans) (Classé PG-13 pour la nudité, les dialogues sexuels et l'humour).
  - France : Tous publics (visa d'exploitation no 93300 délivré le 12 novembre 1997)[9].

## Distribution
- Mike Myers (VF : Emmanuel Jacomy (Austin Powers) et Gérard Loussine (Docteur Denfer), VQ : Benoît Rousseau) : Austin Powers / Docteur Denfer (Doctor Evil en VO, Docteur Terreur en VQ)
- Elizabeth Hurley (VF : Rafaèle Moutier, VQ : Élise Bertrand) : Vanessa Kensington
- Michael York (VF : Hervé Bellon, VQ : Hubert Gagnon) : Basil Exposition
- Mimi Rogers (VQ : Hélène Mondoux) : Mrs. Kensington
- Robert Wagner (VF : Dominique Paturel, VQ : Jean-Marie Moncelet) : Numéro Deux
- Seth Green (VF : Olivier Jankovic, VQ : Sylvain Hétu) : Scott Denfer (Scott Evil en VO, Scott Terreur en VQ)
- Fabiana Udenio (VQ : Linda Roy) : Delta Defagin (Alotta Fagina en VO, Allegro Glitoris en VQ)
- Mindy Sterling (VF : Laurence Badie, VQ : Denys Paris) : Frau Farbissina
- Paul Dillon (VF : Joël Zaffarano) : Patty O'Maboul (Patty O'Brien en VO)
- Charles Napier (VQ : Aubert Pallascio) : Commandant Gilmour
- Will Ferrell (VF : Lionel Henry, VQ : Manuel Tadros) : Mustafa
- Christian Slater (VF : Patrice Baudrier) : L'agent de sécurité
- Carrie Fisher (VF : Céline Monsarrat) : La thérapeute (non créditée)[10]
- Tom Arnold : Le Texan (non crédité)
- Monet Mazur : La fille du Ministère de la Défense
- Mark Bringelson : Andy Warhol
- Clint Howard (VF : Patrice Dozier) : L'opérateur radar Mandrin Ritter (Johnson Ritter en VO)
- Elya Baskin : Général Borschevsky
- Carlton Lee Russell : Gary Coleman
- Daniel Weaver : Vanilla Ice
- Neil Mullarkey (en) : Le timonier Clerk
- Larry Thomas (VF : Serge Faliu) : Le dealer du casino
- Cindy Margolis : Femme-robot
- Cynthia Lamontagne : Femme-robot
- Brian George : Secrétaire de l'ONU
- Kaye Wade : Mrs Exposition
- Steve Monroe : Fils
- Vince Melocchi : Père
- Patrick Bristow : Bolton, le guide de Virtucon
- Jim McMullan : Représentant américain à l'ONU
- Robin Gammell : Représentant anglais à l'ONU
- Burt Bacharach : Lui-même
- Rob Lowe (VF : Damien Boisseau) : L'ami d'un gardien de sécurité (John Smith) décapité
- Joe Son : Oswaldo Biglatte, parodie du méchant Oddjob dans James Bond Goldfinger (Random Task en VO)

## Accueil

### Accueil critique
Aux États-Unis, le long-métrage a reçu un accueil critique très favorable : les utilisateurs du site Internet Movie Database ont donné un vote moyen pondéré de 7⁄10 sur la base de 218 205 critiques. La presse américaine sur le site Metacritic a des avis plutôt mitigés, le score obtenu est de 51⁄100 sur la base de 25 avis critiques. Quant au public, il est plutôt reconnaissant en obtenant une moyenne de 8,6⁄10 sur la base de 314 évaluations. Sur le site agrégateur américain Rotten Tomatoes, le film bénéficie d'un taux d'approbation de 71 % basé sur 63 opinions (45 critiques positives et 18 négatives) et d'une note moyenne de 6,50⁄10. Le consensus critique du site Web se lit comme suit : « Une comédie légère et loufoque qui fait rire, en grande partie grâce aux performances et à la scénarisation de Myers. ».
En France, les retours sont plus mitigés : le site Allociné recense une moyenne des critiques presse de 2,4⁄5 sur la base 5 critiques et recense une moyenne de 2,7⁄5 sur la base 246 critiques de la part des spectateurs. Sur le site SensCritique, le long métrage obtient une moyenne de 6,1⁄10 sur la base d'environ 16 000 retours du public dont 269 coups de cœur et environ 1 400 envies. L'hebdomadaire culturel français Télérama recense une moyenne de ses lecteurs de 2,87⁄5 pour 1 432 critiques.

### Box-office
| Pays ou région            | Box-office                     | Date d'arrêt du box-office | Nombre de semaines |
| ------------------------- | ------------------------------ | -------------------------- | ------------------ |
| États-Unis (1er week-end) | 9 548 111 $                    | du 2 au 4 mai 1997         | -                  |
| États-Unis Canada         | 53 883 989 $                   | -                          | -                  |
| États-Unis                | 12 159 000 entrées             | -                          | -                  |
| France Paris              | 263 527 entrées 82 501 entrées | -                          | -                  |
| Total hors États-Unis     | 13 800 000 $                   | -                          | -                  |
| Total mondial             | 67 683 989 $                   | -                          | -                  |

## Distinctions
Entre 1997 et 2018, Austin Powers a été sélectionné 12 fois dans diverses catégories et a remporté 3 récompenses,.

### Récompenses
- Academy of Science Fiction, Fantasy and Horror Films - Saturn Awards 1998 : Saturn Award du meilleur film fantastique.
- MTV Movie Awards 1998 :
  - MTV Movie Award du meilleur méchant décerné à Mike Myers,
  - MTV Movie Award de la meilleure séquence de danse décerné à Mike Myers.

### Nominations
- Festival du cinéma américain de Deauville 1997 : Premières - Hors compétition pour Jay Roach[20]
- Academy of Science Fiction, Fantasy and Horror Films - Saturn Awards 1998 : meilleurs costumes pour Deena Appel.
- Blockbuster Entertainment Awards 1998 :
  - Meilleur acteur dans une comédie pour Mike Myers,
  - Meilleure actrice dans une comédie pour Elizabeth Hurley.
- MTV Movie Awards 1998 :
  - Meilleur film,
  - Meilleure performance comique pour Mike Myers.
- Online Film & Television Association 1998 : meilleur premier long métrage pour Jay Roach.
- 20/20 Awards 2018 : 
  - Meilleure comédie ou comédie musicale pour George S. Clinton,
  - Meilleure chanson pour I Touch Myself.

## Autour du film
- Mike Myers joue les deux rôles principaux du film (ce qui explique que l'on voit rarement les deux personnages ensemble à l'écran), reprenant[réf. nécessaire] le principe de la trilogie des Fantômas d'André Hunebelle où Jean Marais incarnait en même temps Fandor et Fantômas.
- L'acteur Joseph (dit Joe) Son, qui interprète une parodie du Oddjob de James Bond, a été condamné à la prison à vie le 25 août 2011 pour un crime commis en 1990 (viol et actes de barbarie), après avoir été identifié par son ADN en 2008[21] ; en octobre 2011 il est inculpé pour le meurtre de son codétenu[22].
- La musique générique du film, Soul Bossa Nova, est une reprise d'un thème de Quincy Jones extrait de son album Big Band Bossa Nova, sorti en 1962.

Inspiration des rôles :
- Austin Powers est aussi un photographe de mode britannique réputé : il s'inspire de Thomas, le photographe du film Blow-Up, tourné en 1966 (notamment avec la scène de shooting au début).
- Le Docteur Denfer est inspiré d'Ernst Stavro Blofeld (présent dans Bons Baisers de Russie, Opération Tonnerre, On ne vit que deux fois, Au service secret de Sa Majesté, Les diamants sont éternels, Rien que pour vos yeux, Jamais plus jamais et Spectre), en particulier sur son apparence dans On ne vit que deux fois. Nous pouvons aussi voir une référence à son chat blanc angora, et accessoirement, à sa veste en col Mao. Le personnage est également inspiré du Dr. No.
- Mrs. Kensington et sa fille Vanessa Kensington sont toutes deux des parodies d'Emma Peel (Chapeau melon et bottes de cuir).
- Le nom d'Alotta Fagina ("Detta Defagin" en français) a la même signification argotique que celui de Pussy Galore (Goldfinger, 1964). Le clin d'oeil va plus loin, puisque la scène de rencontre entre Austin Powers et la protagoniste est parodiquement calquée sur la scène équivalente de Goldfinger (James Bond : "I must be dreaming !").
- Numéro Deux est inspiré d'Emilio Largo de Opération Tonnerre.
- Frau Farbissina est inspirée par Rosa Klebb de Bons baisers de Russie et Irma Bunt de Au service secret de Sa Majesté. Son nom est formé à partir d'un mélange entre les mots yiddish farbissen punim (visage sévère, grimaçant) et le mot italien furbissima (très rusée).
- Rob Lowe qui interprete Numéro Deux (jeune) dans Austin Powers 2 : L'Espion qui m'a tirée (1999) & Austin Powers dans Goldmember (2002), joue "l'ami de l'homme de main décapité" dans Austin Powers (1997).